# Псковские князья
Согласно поздней Никоновской летописи, учреждение в Пскове отдельного княжеского стола было произведено Владимиром Святославичем, который в 1014 году выделил город в удел своему сыну Судиславу. Во время усобицы Владимировичей Судислав был посажен в темницу, а псковское княжение ликвидировано. Наиболее вероятно, что это Ярослав (Мудрый), опасаясь каких-либо притязаний на киевское княжение со стороны Судислава, заточил его — своего последнего брата и самого младшего из Владимировичей — в темницу (поруб). В период раздробленности Псков находился в составе Новгородской земли и стремился к расширению своей автономии. Как и в Новгороде, в нём установилась «республиканская» система политического устройства, ограничивающая права князя в пользу боярской верхушки и веча.
В 1348 году по Болотовскому договору Новгород признал независимость Пскова и перестал посылать в него своих посадников. С 1399 псковские князья называются московскими наместниками. Василий II добивается права назначать псковских наместников по своему усмотрению, причем они приносят присягу не только Пскову, но и великому князю. При Иване III псковичи отказываются от права смещать назначенных к ним князей.
В 1510 великий князь московский Василий III прибыл в Псков и объявил его своей вотчиной. Вече был распущено, приблизительно 300 богатых псковских семей было выслано из города. Их имения распределили между служилыми московскими людьми. Князей и наместников в Пскове больше не было; титул государя Псковского вошёл в Государев титул.

## Князья псковские
- 1014—1036 Судислав Владимирович (?)
- 1137—1138 Всеволод Мстиславич (князь новгородский)
- 1138—1148[1] Святополк Мстиславич волынский
- 1178—1180 Мстислав Давыдович смоленский
- 1180—1195 Мстислав Романович смоленский
- 1195—1211 Владимир Мстиславич торопецкий
- 1213—1213 Владимир Мстиславич торопецкий
- 1213—1214 Всеволод Борисович (князь герсикский)
- 1214—1214 Ярослав Владимирович торопецкий
- 1214—1214 Всеволод Мстиславич (князь смоленский)
- 1214—1222 Владимир Мстиславич торопецкий
- 1232—1240 Юрий Мстиславич[2]
- 1240—1242 Ярослав Владимирович торопецкий
- 1253—1256 Ярослав Ярославич тверской
- 1256—1266 Святослав Ярославич (князь тверской)
- 1266—1299 Довмонт литовский
- 1299—1299 Давыд (сын Довмонта)
- 1307—1307 Фёдор Михайлович (князь белозерский)
- 1327—1330 Александр Михайлович тверской
- 1323 Давыд (сын Довмонта)
- 1331—1337 Александр Михайлович (князь владимирский)
- (1337—1339)—1341 Всеволод Александрович холмский
- 1341 Александр Всеволодович
- 1342—1349 Андрей Ольгердович литовский
- 1349—1356 Евстафий Федорович изборский
- 1356—1358 Василий Будиволна
- 1358—1360 Евстафий Федорович изборский[3]
- ок.1360— ок.1369 Александр (Борис)
- до 1375—1377 Матвей
- 1377—1386 Андрей Ольгердович литовский
- 1386—1394 Иван Андреевич литовский
- 1394—1399 Андрей Ольгердович литовский

## Московские наместники
- 1399—1399 Иван Всеволодович Холмский
- 1401—1407 Даниил Александрович Псковский
- 1407—1408 Константин Дмитриевич Углицкий
- 1408—1409 Даниил Александрович Псковский
- 1410—1412 Александр Фёдорович Щепа Ростовский
- 1412—1414 Константин Дмитриевич Углицкий
- 1415—1417 Андрей Александрович Ростовский
- 1417—1420 Фёдор Александрович Ростовский
- 1421—1424 Александр Фёдорович Щепа Ростовский
- 1424—1425 Фёдор Патрикеевич
- 1428—1429 Дмитрий Александрович Щепа Ростовский
- 1429—1434 Александр Фёдорович Щепа Ростовский
- 1434—1436 Владимир Данилович Литовский
- 1436—1437 Борис Васильевич Шуйский
- 1437—1439 Владимир Данилович Литовский
- 1439—1442 Александр Иванович Лукомский
- 1443—1447 Александр Васильевич Чарторыйский
- 1448—1455 Василий Васильевич Гребёнка Шуйский
- 1456—1460 Александр Васильевич Чарторыйский
- 1460—1460 Юрий Васильевич Младший Дмитровский
- 1460—1461 Иван Васильевич Стрига Оболенский
- 1461—1462 Владимир Андреевич Ростовский
- 1463—1466 Иван Александрович Звенигородский
- 1467—1472 Фёдор Юрьевич Шуйский
- 1473—1477 Ярослав Васильевич Оболенский
- 1478—1482 Василий Васильевич Бледный Шуйский
- 1482—1487 Ярослав Васильевич Оболенский
- 1488—1491 Семён Романович Ярославский
- 1491—1496 Василий Федорович Шуйский
- 1496—1501 Александр Владимирович Ростовский
- 1501—1503 Иван Иванович Горбатый-Суздальский
- 1503—1507 Дмитрий Владимирович Ростовский
- 1507—1509 Пётр Васильевич Великий Шестунов
- 1509—1510 Иван Михайлович Репня-Оболенский
- 1510—1511 Григорий Фёдорович Челядин-Давыдов и Иван Андреевич Челяднин
- 1511—1513 Пётр Васильевич Великий Шестунов и Семён Фёдорович Курбский